# عائلة آغا النمر
تعود عائلة آغا النمر إلى النمر بن قاسط: من أحفاد أسد بن ربيع العدنانية وهؤلاء: بنو النمر (عم بكر وخليف بني وائل) بن قاسط بن حنب بن عفصة بن دعمي بن جديلة بن أسد بن ربيعة بن نزار بن معد بن عدنان بيوت الرسولين إحدى مدن منطقة الفرات.

## نسب العائلة
نزل النمر بين القبيلتين ووصل إلى أراضي الأناضول من الموصل. استدعى المثنى بن حارثة الشيباني قائد جيش المسلمين. وكان أنيس بن هلال من النمري، وقد ساعده جماعة كبيرة من تغلب والنمر وإياد. وشاركوا في هجمات بويب وتكريت على الموصل. شاركت المجموعة التي يقودها صهيب النمري، المعروفة باسم الرومي، في الاستيلاء على دمشق. توفي هناك ودُفن في الساحة الرئيسية بدمشق. وعندما أسس آل تقليبي الحمدانيون حكوماتهم في الموصل وحلب، انضمت إليهم قبيلة النمر حتى أدانوا البلاد. وقد انتقلت جنوباً بسبب الحروب الصليبية فاستقر الأمراء في صحراء محين وامتد الباقي إلى حوران. وبعد رحيل أمراء النمر من محين أصبحوا يعرفون بالمهينة ولا تزال مجموعتهم يشار إليها بذلك. الاسم ويشار إلى المجموعة باسم "الصواف" نسبة إلى تجارة الفراء ويشار إلى المجموعة أيضًا باسم "الصواف". ضاع الكتاب لأن دفتر جده كان من بيت دمشق، وسميت المجموعة ابن هاني تخليدا لذكرى جده هاني بك، وسميت المجموعة في الإمامية لحماية الحج. وهكذا أنشأوا فروعًا، منها أغفات كرك، على اسم والدهم، وباشابشا، على اسم والدهم عبد الله باشا. كانوا يحمون مركز حسبان. وعرفت هذه الجماعة جماعة أطلق القضاة عليها اسم جدهم القاضي (الشيخ عمر)، أما أهل نابلس فعرفوا باليوسفية نسبة إلى جدهم الأمير يوسف، والكرباجية كما كانوا يعرفون في دمشق. ويطلق عليهم أيضًا اسم أغاوات ويعودون إلى الجيل الأقدم من العائلة في، لكن بسبب التباسهم في اسمهم وأصلهم، أطلق على بعضهم اسم الجربجي والبعض الآخر اسم اليوسفي وثالث يسمى الجربجي. النمر الذي احتفظ بلقب الآغا وآل النمر. ويقول مصطفى مراد الدباغ نقلا عن المؤرخ إحسان النمر مؤلف كتاب (تاريخ جبل النابلس والبلقاء)، إن الأمير يوسف النمر، أحفاد النمر في جبل نابلس كانوا يعرفون باسم آغا النمر. جربجية (هكذا مكتوبة)، ثم سموهم اليوسفية، ثم سموهم آل النمر، ويتخذون اسم آغا لرجالهم. الدباغ قصة للمؤرخ إحسان النمر ترجع عائلة نمرين قبيلة نمر، كتاب (صبح الأعشى) من تأليف الكلقشندي يقول أنهم من نسل هدير بني ربيعة العدنانية الأسد، ويقال أن منهم بني النمر بن قاسط بن حناب من آل نمر (مع تدشين نون وكسرة م). بن ضمي بن جديلة وبيوته في رأس العين بجزيرة الفرات في العراق.

## تاريخ العائلة
يقول المؤرخ إحسان النمر في كتابه (تاريخ جبل نابلس والبلقاء) إن الوضع الأمني في محافظة نابلس تدهور بعد وفاة حاكمها الأمير محمد بن فاروق، مما اضطر الدولة العثمانية إلى إرسال جيش من كتائب مختلفة (الكتل التركية) من الإنكشارية والمماليك والأكراد والتركمان والعرب. وجاءت الكتيبة العربية بشكل رئيسي من صحراء حمص، وكان قادتها (بلوكباساتها التركية) أمراء وشيوخ قبيلة النمر التي انتشرت من وادي حمص وحماة إلى حوران.
ساهم الخط الفاصل بين عائلة نمر وعائلة عثمان في اعتماد الدولة العثمانية على رجال نمر للحفاظ على الأمن. كانت البيوت والطرق تؤدي إلى مركبات الحج، وخاصة مراكز الكرك ومعان والسلط (بلكا)، وقد عرفوا بأنهم رجال الحج الأوائل. ويقول المؤرخ إحسان النمر إنه في عام 1148هـ كان هناك الحرب بين الدولة العثمانية وروسيا، فتاجر مثل عمه وذهب إلى السباحيات النابلسية (الأمراء العسكريين) برئاسة إسماعيل آغا بن عمر آغا النمر. كما شارك ميرالاي محمد آغا النمر في تلك الحرب، وبالحكم على الشجاعة التي أظهرها هذا الشاب في تلك الحرب. وأعطاه السلطان محمد نامو ملكانة نابلس، وملكانة هي أرض دولة ذات دخل قدره 100000 قدمها السلطان ملكانة للعائلات أو الأمراء والمسؤولين. جددت الدولة العثمانية براءة الاختراع الملكية بمنح ملكانة نابلس لآل النمر وخلفائهم في 29 رجب 1171هـ، وتم التنازل عن ملكانة نابلس. وأعيد مصطفى باشا إلى قبيلة طوقان في ذلك الوقت بسبب نزاع قانوني سجل في محرم عام 1198هـ، إثر الصلح بين قبيلة طوقان وقبيلة النمر في عام 1198هـ. ويقول المؤرخ إحسان النمر إن بيت العنابي-،عائلة نمر في بادية حمص كانت تعرف باسم (مهين)، وأنها تنتمي إلى عائلة المهايني في دمشق، والتي قال إنه ابن عمه. وحول التآخي بين قبيلة النمر في نابلس وقبيلة المهايني في دمشق، يشير المؤرخ إحسان النمر إلى أن عائلة النمر في نابلس تنحدر من الأمير يوسف النمر، كما تنحدر آل آغا الكرك. من أخويه عثمان آغا وعلي آغا. يذكر المؤرخ مصطفى مراد في الفصل الثالث من الجزء الثاني من كتابه الدباغ (بلادنا فلسطين)، أن قبيلة بني هاني في منطقة إربد جلبت جيش الفتح الإسلامي المهايني في بداية الإسلام. وتتآخي قبيلة دمشق والأغوات في الكرك مع قبيلة النمر (أبناء عمومة) في نابلس.

## أعلام
- إحسان النمر
- رفعت النمر
- ريم رفعت النمر
- راشد صدقي النمر
- رامي النمر
- نبيلة النمر
- حافظ النمر